# ماريو جان
ماريو جان (بالألمانية: Mario Jann)‏ هو لاعب هوكي الجليد ألماني، ولد في 6 يناير 1980 في روزنهايم في ألمانيا.

## وصلات خارجية
- ماريو جان على موقع EliteProspects.com (الإنجليزية)
- ماريو جان على موقع HockeyDB.com (الإنجليزية)